# Anitys
Anitys (лат.) — род жесткокрылых насекомых семейства точильщиков.

## Описание
Тело короткое, коренастое, выпуклое. Плечи надкрылий окаймлённые на довольно значительном протяжении плечевые бугорки слабо развиты. Усики состоят из восьми члеников. Ротовые органы направлены внизи прижаты к груди. Тазики передних ног сближены.

## Систематика
В составе рода три вида:
- Anitys cognata Mulsant et Rey, 1864
- Anitys lineatа Toskina, 2013
- Anitys rubens (Hoffmann, 1803)typus